# První pražský vikariát
První pražský vikariát je územní část pražské arcidiecéze, tvoří jej 25 farností. Okrskovým vikářem je M. P. Mgr. Vladimír Kelnar, který je zároveň mimo jiné kanovníkem u sv. Víta a diecézním konzervátorem. Vikariát se rozléhá v centru Prahy (Praha 1, Praha 2). Vikariát sousedí na severovýchodě se čtvrtým pražským vikariátem, na jihovýchodě s druhým pražským vikariátem a na západě s třetím pražským vikariátem. Zajímavostí je, že v prvním pražském vikariátu fungují personální farnosti – slovenská, polská, maďarská, německá, vietnamská a akademická, tedy farnosti, které nesdružují věřící podle místa jejich pobytu, jako je to ve většině farností nejen v ČR, ale podle jazyka (slovenská, polská) či stavovské příslušnosti (akademická). Z nich tři byly zřízeny v druhém desetiletí 21. století - německá farnost k 1. říjnu 2016, maďarská farnost 1. prosince 2017 a nejmladší vietnamská farnost byla zřízená listinou pražského arcibiskupa Mons. Jana Graubnera 15. března 2024. Naopak v témže desetiletí zanikla duchovní správa u kostela svatého Josefa na Malé Straně, která byla 1. září 2016 sloučená s farností u svatého Tomáše.

## Osoby ustanovené ve vikariátu
Osobami ustanovenými ve vikariátu jsou:
- Mgr. Vladimír Kelnar – okrskový vikář
- JCLic. Ondřej Pávek – sekretář vikariátu
- Ing. František Beneš – stavební technik
- Ing. arch. David Dlabal – stavební technik

## Farnosti vikariátu
| Farnost                                      | Správce                                                                                          | Další duchovní ve farnosti | Farní kostel                                            | Další kostely |
| -------------------------------------------- | ------------------------------------------------------------------------------------------------ | --- | ------------------------------------------------------- | --- |
| Praha-Hradčany                               | Mons.Milan Hanuš farář                                                                           | Mgr. Ing. Václav Boháč jáhenská služba P. ThLic. Petr Glogar OCD rektor klášterního kostela svatého Benedikta | Katedrála svatého Víta, Václava a Vojtěcha              | - Kostel Všech svatých (Pražský hrad) - Bazilika svatého Jiří - Kostel svatého Benedikta (Praha, Staré Město) - Vojenský kostel svatého Jana Nepomuckého - kaple svatého Jana Křtitele a svatého Jana Nepomuckého v arcibiskupském paláci - kaple svaté Anny v Klášteře svatého Jiří |
| Praha-Malá Strana                            | P. Mgr. Emil Jan Biernat, O.S.A. farář                                                           | P. Imman Noel Abellana, O.S.A. P. Mgr. Andrés Emilio Ampudia Esquivel O.S.A. Stanislav William Robert Faix, O.S.A. farní vikáři P. Mgr. Juan Bautista Ignacio Provecho López O.S.A. farní vikář a rektor klášterního kostela svatého Josefa P. Mgr. David Horáček CSsR rektor klášterního kostela Panny Marie Matky ustavičné pomoci P. Lukáš Lipenský O.Cr. rektor in spiritualibus filiálního kostela svatého Mikuláše (Malá Strana) P. Mgr. František Marek Míček O.Praem. rektor klášterního kostela svatého Karla Boromejského P. Mgr. Pavel Pola, Ph.D., OCD rektor klášterního kostela Panny Marie Vítězné a svatého Antonína P. Mgr. Filip Milan Suchán O.Praem. rektor klášterního kostela Panny Marie pod řetězem | Kostel svatého Tomáše                                   | - Kostel svatého Mikuláše (Malá Strana) - Kostel Panny Marie Matky ustavičné pomoci (Praha) - Kostel svatého Karla Boromejského (Malá Strana) - Kostel Panny Marie pod řetězem - Kostel Panny Marie Vítězné a svatého Antonína Paduánského - Kostel svatého Josefa (Malá Strana)     |
| Praha-Nové Město (sv. Jindřich)              | JCLic. Mgr. et Mgr. Zoltán Balga farář                                                           | Mgr. Karol Laburda výpomocný duchovní Mgr. Dana Saxonbergová, Ph.D. pastorační asistentka P. Ing. Mgr. Leo Pavel Červenka SDB rektor filiálního kostela svatého Kříže | Kostel svatého Jindřicha a svaté Kunhuty                | - Kostel svatého Kříže (Praha) |
| Praha-Nové Město (Panna Marie Sněžná)        | P. Mgr. Filip Jan Rathouský, O.F.M. administrátor                                                | P. Mgr. Lukáš Pavel Bradna OFM P. ThLic. Mgr. Bc. Bonaventura Ondřej Čapek OFM farní vikáři Bc. Jan Kapistrán Tomáš Francesco Gajdoš OFM jáhenská služba | Kostel Panny Marie Sněžné                               | - Kostel Nejsvětější Trojice (Praha, Spálená ulice) |
| Praha-Nové Město (sv. Petr)                  | P. Lukáš Lipenský, O.Cr. administrátor                                                           | P. MUDr. Mgr. Martin Moravec O.Cr. farní vikář P. Mgr. Šimon Batory OFMCap. výpomocný duchovní klášterního kostela svatého Josefa P. Kryštof Jiří Javůrek OFMCap. rektor klášterního kostela svatého Josefa | Kostel svatého Petra na Poříčí                          | - Kostel svatého Josefa (Nové Město) |
| Praha-Nové Město (sv. Vojtěch)               | P. Benedikt Hudema farář a rektor klášterního kostela svaté Voršily                              | JCLic. Mgr. Ondřej Pávek výpomocný duchovní | Kostel svatého Vojtěcha                                 | - Kostel svaté Voršily (Praha) |
| Praha-Staré Město (sv. Duch)                 | Mgr. Vladimír Kelnar administrátor excurrendo                                                    | doc. David Vopřada, Dr. administrátor excurrendo in spiritualibus | Kostel svatého Ducha                                    | - Kostel svatého Šimona a Judy (Praha) |
| Praha-Staré Město (sv. František z Assisi)   | P. Mgr. et Mgr. ICLic. David Kučerka O.Cr. administrátor                                         | | Kostel svatého Františka z Assisi                       | - Katedrála svatého Klimenta |
| Praha-Staré Město (sv. Jiljí)                | P. Mgr. Kliment Tomáš Mikulka, O.P. administrátor                                                | P. ThLic. Ing. arch. Metoděj Vojtěch Němec OP P. ThLic. Irenej Robert Šiklar, Ph.D., OP farní vikáři P. Ing. Mgr. Martin Libor Dvořák OP rektor klášterního kostela svatého Bartoloměje | Kostel svatého Jiljí                                    | - Kostel svatého Bartoloměje (Praha) |
| Praha-Staré Město (Matky Boží před Týnem     | Mgr. Vladimír Kelnar farář                                                                       | P. Mgr. ThLic. Zbigniew Adam Byczkowski OFMConv. výpomocný duchovní P. Mgr. Jan Maria Vianney Pavel Hanáček O.Carm. rektor filiálního kostela svatého Havla P. Cyril Vojtěch Kodet, Th.D., O.Carm. výpomocný duchovní kostela svatého Havla P. Stanisław Jozef Jaromi, PhD., OFMConv. rektor klášterní baziliky svatého Jakuba Staršího P. Mgr. Oldřich Prachař OFMConv. výpomocný duchovní klášterní baziliky svatého Jakuba Staršího | Kostel Matky Boží před Týnem                            | - Kostel svatého Haštala - Kostel svatého Jakuba Většího (Staré Město) - Kaple svaté Anny minoritského kláštera - Kostel svatého Havla (Praha) - Nemocniční kaple svaté Anežky České v nemocnici na Františku                                                                        |
| Praha-Strahov                                | P. Mgr. Mikuláš Selvek O.Praem. administrátor                                                    | P. Mgr. Gorazd František Krušina O.Praem. farní vikář Mgr. Petr Marián Šárovec OFMCap. výpomocný duchovní P. Dr. Bonaventura Jiří Štivar OFMCap. rektor klášterního kostela Panny Marie Královny andělů | Bazilika Nanebevzetí Panny Marie                        | - Kostel Panny Marie Andělské (Hradčany) - Kostel svatého Rocha (Hradčany) - Kostel Narození Páně (Praha) |
| Praha-Nové Město (sv. Apolinář)              | Mgr. Vladimír Kelnar administrátor excurrendo                                                    | doc. JUDr. Stanislav Přibyl, Ph.D., Th.D., JC.D. rektor filiálního kostela Nanebevzetí Panny Marie | Kostel svatého Apolináře                                | - Kostel Nanebevzetí Panny Marie a svatého Karla Velikého - Kostel svaté Kateřiny Alexandrijské (Praha) - Kaple svatého Kříže u Apolináře |
| Praha-Nové Město (Nejsv. Trojice v Podskalí) | Mgr. Vladimír Kelnar administrátor excurrendo                                                    | P. RNDr. Mgr. Josef Šplíchal, S.D.B. výpomocný duchovní P. Mgr. Šimon Batory OFMCap. rektor klášterního kostela Panny Marie Bolestné P. Dominik Maria Eremiáš OSB rektor opatského kostela Panny Marie na Slovanech o. prot. ThLic. Mgr. Tomáš Mrňávek, PhD. D.S.E.O. rektor klášterního kostela svatého Kosmy a Damiány | Kostel Nejsvětější Trojice v Podskalí                   | - Kostel Panny Marie u alžbětinek - Kostel Panny Marie na Slovanech - Kostel svatého Kosmy a Damiána (Emauzy) |
| Praha-Nové Město (sv. Štěpán)                | P. ThLic. Ing. František Hylmar SJ administrátor                                                 | P. ThLic. Jan Adamík SJ P. PhDr. Josef Blaha SJ P. ThLic. Petr Hruška SJ P. ThLic. Ing. Cyril John SJ farní vikáři Mgr. Zdeněk Dubský jáhenská služba P. ThLic. Ing. František Hylmar SJ rektor filiálního kostela svatého Ignáce | Kostel svatého Štěpána                                  | - Kostel svatého Ignáce z Loyoly (Praha) - Školní kaple svaté Zdislavy při církevní zdravotnické škole Jana Pavla II. - Kaple svatého Longina |
| DS Praha-Nové Město (sv. Kříže)              | P. Ing. Mgr. Leo Pavel Červenka SDB statutární zástupce duchovní správy a rektor kostela         | P. Jiří Václav Svoboda SDB výpomocný duchovní | Kostel svatého Kříže                                    | |
| DS Praha-Nové Město (Nanebevzetí P. Marie)   | Doc. JUDr. Stanislav Přibyl PhD. JCD., ThD. statutární zástupce duchovní správy a rektor kostela | plk. ThDr. Mgr. Jiří Ignác Laňka, Ph.D. trvalý jáhen | Kostel Nanebevzetí Panny Marie a svatého Karla Velikého | |
| DS Praha-Nové Město (sv. Ignác)              | P. ThLic. Ing. František Hylmar SJ statutární zástupce duchovní správy a rektor kostela          | Mgr. Zdeněk Dubský jáhenská služba | Kostel svatého Ignáce z Loyoly                          | |
| Akademická farnost                           | Msgre. prof. PhDr. Tomáš Halík, Th.D., Dr.h.c. farář                                             | P. ThLic. Petr Hruška SJ farní vikář Dr. Ondřej Salvet výpomocný duchovní ThLic. Mgr. Martin Staněk pastorační referent | Kostel Nejsvětějšího Salvátora                          | |
| Polská farnost                               | P. Mgr. Michał Murzyn OP farář                                                                   | | Kostel svatého Jiljí                                    | |
| Vojenská duchovní správa                     | Mgr. Kamil Vícha rektor                                                                          | Mgr. Vladimír Hudousek jáhenská služba | Kostel svatého Jana Nepomuckého                         | |
| Slovenská farnost                            | JCLic. Mgr. et Mgr. Zoltán Balga administrátor                                                   | | Kostel svatého Jindřicha a sv. Kunhuty                  | |
| Akademická duchovní správa ČVUT              | Mgr. Vladimír Slámečka, Ph.D. rektor                                                             | P. Ing. Mgr. Martin Libor Dvořák OP rektor klášterního kostela svatého Bartoloměje | Kostel svatého Bartoloměje                              | |
| Německá farnost                              | Lothar Vierhock administrátor                                                                    | | Kostel svatého Jana Nepomuckého na Skalce               | |
| Maďarská farnost                             | JCLic. Mgr. et Mgr. Zoltán Balga administrátor                                                   | | Kostel svatého Jindřicha a sv. Kunhuty                  | |
| Vietnamská farnost                           | P. Joseph Dat Tan Nguyen CSsR administrátor                                                      | P. Vincent Quan Nguyen CSsR farní vikář P. Hai Truong CSsR jáhenská služba | Kostel svatého Apolináře                                | |